# Kulturethologie
Die Kulturethologie ist ein Fachgebiet der Humanethologie. Sie befasst sich mit den biologischen Grundlagen kultureller Entwicklungen.  Die Kulturethologie versteht die Kulturfähigkeit des Menschen, genauso wie all seine anderen Merkmale, als eine Anpassung an seine Umwelt. Die Vorväter der Kulturethologie waren der Wiener Emanuel Herrmann, der eine Naturgeschichte der Kleidung (1878) 
verfasst hat, und Bernhard Rensch, der in einem gesonderten Abschnitt seiner Arbeit Homo sapiens (1970) die „Gesetzlichkeiten der Kulturentwicklung“ darstellte. Die Bezeichnung Kulturethologie wurde schließlich von Otto Koenig geprägt und 1970 in dem Buch Kultur und Verhaltensforschung veröffentlicht.

## Themen
Ausgangspunkt kulturethologischer Überlegungen waren zahlreiche Beobachtungen der Ähnlichkeit zwischen kulturellen und biologisch-evolutionären Entwicklungen. So wurden in der Entwicklung von Kleidungsstücken, Uniformen, Eisenbahnwaggons und der Verwendung der Augenmotive Verlaufsformen gefunden, die biologischen Verlaufsformen ähneln.
Während diese Argumentation lediglich auf eine Analogie der Verlaufsformen hinweist, kann auch ein kausaler Zusammenhang zwischen kulturellen und biologischen Verlaufsformen diskutiert werden. So ist die Kultur ein Produkt des Geistes, der seinerseits den Aktivitäten des Nervensystems und des Hormonsystems entspringt. Diese Organsysteme sind im Verlauf der Phylogenese als Anpassung an die Umwelt entstanden. Daraus könnte der Anpassungswert kultureller Merkmale abgeleitet werden.
Mit dem Anpassungswert kultureller Errungenschaften beschäftigt sich auch die Soziobiologie, die damit in einer gewissen Nähe zur Kulturethologie steht. Im englischsprachigen Raum befassen sich erst in den letzten Jahren die Evolutionäre Psychologie und die Memetik mit den Ähnlichkeiten zwischen kulturellen und biologischen Entwicklungen. Eine Synthese zwischen deutschsprachiger und englischsprachiger Literatur ist noch ausständig.